# High by the Beach
High by the Beach je píseň americké zpěvačky a skladatelky Lany Del Rey, která slouží jako pilotní singl z jejího čtvrtého studiového alba Honeymoon. Napsali ji Del Rey, Rick Nowels a Kieron Menzies. Byla vydána 10. srpna 2015 a její vydání oznámila Del Rey 4. srpna 2015 přes Instagram, když sdílela přebal singlu. Ten byl pořízen její sestrou Chuck Grant v domě Del Rey. Píseň unikla na internet o pár dní před vydáním. V rozhovoru Del Rey prozradila, že píseň byla napsána jako jedna z posledních pro album a je ovlivněna jejími projížďkami kolem pláže.
Kritici píseň ohodnotili velmi kladně, někteří dokonce napsali, že se jedná o její nejchytlavější písničku za poslední dobu. Tato trap-popová balada připomíná styl alba Born to Die, které bylo podobně ovlivněno hip hopem a trip hopem.

## Pozadí tvorby
Skladbu High by the Beach napsali Del Rey, Rick Nowels a Kieron Menzies a byla nahrána jako jedna z posledních skladeb pro album Honeymoon. Del Rey uvedla, že vývoj písně začal napsáním refrénu, který byl inspirován jejími projížďkami po pláži. V rozhovoru pro Apple Music's Beats 1 Del Rey o písní řekl, že: „Měla atmosféru The Andrews Sisters. Harmonie zněla téměř monotónně.“

## Kompozice
High by the Beach je syntezátorová power popová a trap-popová balada. Relativně strukturálně klidná, skladba slouží jako kombinace všech hudebních stylů Del Rey, zejména připomíná hip hopové a trip hopové vlivy z alba Born to Die.

## Hudební video
9. srpna 2015 zveřejnila Del Rey na Instagramu záběr z hudebního videa k písni High by the Beach režírovaného Jakem Navou. Den poté na Instagramu zveřejnila krátkou ukázku z videa. 12. srpna Del Rey oznámila že videoklip vyjde o den později.
Videoklip k singlu vyšel 13. srpna 2015. Příběh videa se odehrává v plážovém domě Del Rey v Malibu, Kalifornii. Lana je pronásledována paparazzi v helikoptéře, kterou na konci sestřelí.

## Hudební příčky
| Žebříček (2015)                              | Nejvyšší umístění |
| -------------------------------------------- | ----------------- |
| Austrálie (ARIA)                             | 51                |
| Belgie (Ultratop Flanders)                   | 6                 |
| Belgie (Ultratop Wallonia)                   | 16                |
| Česko (Singles Digitál Top 100)              | 50                |
| Francie (SNEP)                               | 14                |
| Itálie (FIMI)                                | 93                |
| Irsko (IRMA)                                 | 59                |
| Izrael (Media Forest)                        | 4                 |
| Kanada (Canadian Hot 100)                    | 39                |
| Německo (Official German Charts)             | 75                |
| Maďarsko (Single Top 40)                     | 23                |
| Rakousko (Ö3 Austria Top 40)                 | 56                |
| Slovensko (Singles Digitál Top 100)          | 41                |
| Španělsko (Promusicae)                       | 23                |
| Švýcarsko (Schweizer Hitparade)              | 58                |
| Spojené království (Official Charts Company) | 60                |
| USA (Billboard Hot 100)                      | 51                |
| USA (Billboard Digital Songs)                | 9                 |

## Historie vydání
| Region | Datum          | Formát            | Vydavatel             | Reference |
| ------ | -------------- | ----------------- | --------------------- | --------- |
| Různé  | 10. srpna 2015 | digitální stažení | Interscope Records    | [ 17 ]    |
| Itálie | 28. srpna 2015 | airplay           | Universal Music Group | [ 18 ]    |